# Elusa mediorufa
Elusa mediorufa là một loài bướm đêm trong họ Noctuidae.